# Michael Stewart (politician)
Michael Stewart (n. 6 noiembrie 1906, Greater London, Anglia, Regatul Unit al Marii Britanii și Irlandei – d. 10 martie 1990, Londra, Anglia, Regatul Unit) a fost un om politic britanic, membru al Parlamentului European în perioada 1973-1979 din partea Regatului Unit.